# Антони, Ришар
Риша́р Антони́ (фр. Richard Anthony), настоящая фамилия — Бтеш (фр. Btesh; 13 января 1938 — 20 апреля 2015) — французский певец, за время своей карьеры записавший более 600 песен.

## Биография
Родился в Каире. Отец — бизнесмен сирийского происхождения, мать — дочь французского дипломата, посла в Ираке. Своё детство Ришар провел в поездках — Египет, Аргентина, Англия. Когда семья наконец осела в Париже, Ришар в совершенстве владел, кроме французского языка, ещё и английским, испанским и итальянским, что в дальнейшем помогло ему переводить тексты песен иностранных исполнителей на родной французский язык. После окончания парижского лицея Жансон-де-Сайи он поступил в университет на юридический факультет, но когда умер отец, Ришару пришлось заняться торговлей — он продавал холодильное оборудование.
Свою музыкальную карьеру он начал в 1958 году и уже через несколько лет серьезно разбогател. В 1978 году он вместе с семьей иммигрировал в США, надеясь покорить своими песнями американскую публику. Через четыре года вернулся во Францию, но карьеру продолжить не смог. В конце 1980-х годов он попал в аварию на своем морском катере, долго лечился и до середины 1990-х годов вёл жизнь затворника.
Был женат дважды и имеет 11 детей. За время своей карьеры Ришар Антони записал более 600 песен, а его пластинки проданы общим тиражом более 50 миллионов экземпляров.

## Карьера
Его музыкальная карьера началась в 1958 году. Он перевел и спел песни Пола Анки и Бадди Холли на французском и предложил их лейблу Columbia. Песни были изданы, но прошли практически незамеченными.
Лишь через несколько лет песня «Nouvelle Vague» наконец принесла исполнителю успех. Его узнала вся Франция, а песня «Et j`entends siffler le train» принесла Ришару в 1968 году международный успех, взлетев до верхних строк британских чартов. На протяжении двух лет песни в исполнении Aнтони 21 раз оказывались в первой строчке международных чартов, что для французских певцов до сих пор остаётся непревзойденным достижением.
Популярность артиста в 1960-х годах неуклонно росла. В 1968 году его интерпретация «Сoncerto d’Aranjuez» Хоакина Родриго стала образцом для подражания во многих странах. В 1970-х годах популярность певца несколько снизилась, хотя некоторые песни по-прежнему занимали первые строчки отечественных хит-парадов.
В 1978 году вместе с семьей переехал в Лос-Анджелес, но как и у большинства французских певцов, покорить американскую публику у него не получилось и через четыре года он вернулся на родину. Здесь его ожидало несколько дней тюремного заключения за неуплату налогов. Кроме того, во Франции певца за годы его отсутствия успели забыть, и музыкальная карьера певца закончилась. В 1980-х годах он выступал только по приглашениям в небольших залах.
В 1993 году лейбл EMI издал антологию из 300 его песен, ставшую во Франции трижды золотой. В 1996 году Антони записал альбом на испанском языке и издал свои мемуары. В 1998 году отпраздновал своё 60-летие и 40-летие музыкальной карьеры в Парижском концертном зале Zénith.
В новом веке, несмотря на почтенный возраст, продолжал выступать с концертами, например, в 2006 году прошли его концертные туры по Франции, а также приступил к записи альбома с новыми песнями. Кавер-версии на его песни исполняли среди прочих Мэрайя Кэри и группа a-ha.

## Дискография
- 1958: Tu m’étais destinée — You Are My Destiny
- 1958: Peggy Sue - Peggy Sue
- 1958: Suzie Darling
- 1958: La do da da
- 1959: Nouvelle vague
- 1959: Jericho
- 1960: Tu parles trop
- 1960: Clémentine
- 1960: Itsy bitsy petit bikini — Itsy Bitsy Teenie Weenie Yellow Polka Dot Bikini
- 1961: Dis-lui que je l’aime
- 1961: Ecoute dans le vent — Blowing in the Wind, Bob Dylan
- 1961: Ça tourne rond
- 1961: Let’s twist again — Let’s Twist Again
- 1961: Fiche le camp, Jack — Hit the Road Jack
- 1961: Noël
- 1962: Tu peux la prendre
- 1962: Leçon de twist
- 1962: Délivre moi
- 1962: J’entends siffler le train — Five Hundred Miles
- 1962: Ne boude pas
- 1962: Fait pour s’aimer
- 1963: On twiste sur le locomotion — The Loco-Motion
- 1963: En écoutant la pluie
- 1963: C’est ma fête — It’s My Party
- 1963: Tchin tchin
- 1963: Donne-moi ma chance
- 1964: Ce Monde — You’re My World
- 1964: À présent tu peux t’en aller — I Only Want to Be with You
- 1964: À toi de choisir — Swinging on a Star
- 1965: La Corde au cou
- 1965: Je me suis souvent demandé
- 1965: Au revoir mon amour
- 1965: Jamais je ne vivrais sans toi — You Don’t Have to Say You Love Me
- 1966: Hello pussycat — What’s New Pussycat?
- 1966: La Terre promise — California Dreaming
- 1966: Sunny — Sunny
- 1967: Et après
- 1967: Aranjuez, mon Amour, переработка Concierto de Aranjuez Хоакина Родриго
- 1967: Le Grand Meaulnes — Le Grand Meaulnes, переработка новеллы французского автора Ален-Фурнье
- 1968: Un homme en enfer
- 1968: L’Été
- 1968: Les Ballons
- 1969: Les Petits Cochons
- 1969: L’An 2005
- 1970: Bien l’bonjour
- 1970: Na na hé espoir
- 1970: Il pleut des larmes — La Nave del Olvido
- 1970: Non stop
- 1978: New York
- 1970: Señora la dueña
- 1978: San Diego
- 1971: Un soleil rouge
- 1971: Tibo
- 1971: Maggy May — кавер на песню Maggie May
- 1972: Sans toi
- 1973: Victoire je t’aime
- 1973: Marie Jeanne
- 1974: Amoureux de ma femme
- 1975: Nathalie
- 1975: Chanson de dix sous
- 1976: De la musique républicaine
- 1976: Voilà pourquoi je l’aime
- 1977: À l’aube du dernier jour
- 1980: Minuit
- 1981: Los Angeles
- 1983: Elle m’attend
- 1985: T’aimer d’amour
- 1990: Barrière des générations
- 1998: Le Rap pas innocent — Ronymix 98
- Et je m’en vais — Sloop John B
- Autant chercher à retenir le vent — Catch the Wind
- Je n’ai que toi — All by Myself
- Le soleil ne brille plus — The Sun Ain’t Gonna Shine Anymore
- J’irais pleurer sous la pluie — Crying in the Rain
- Après toi — The Next Time
- Un papillon qui vole — Elusive Butterfly